# Buren (Ameland)

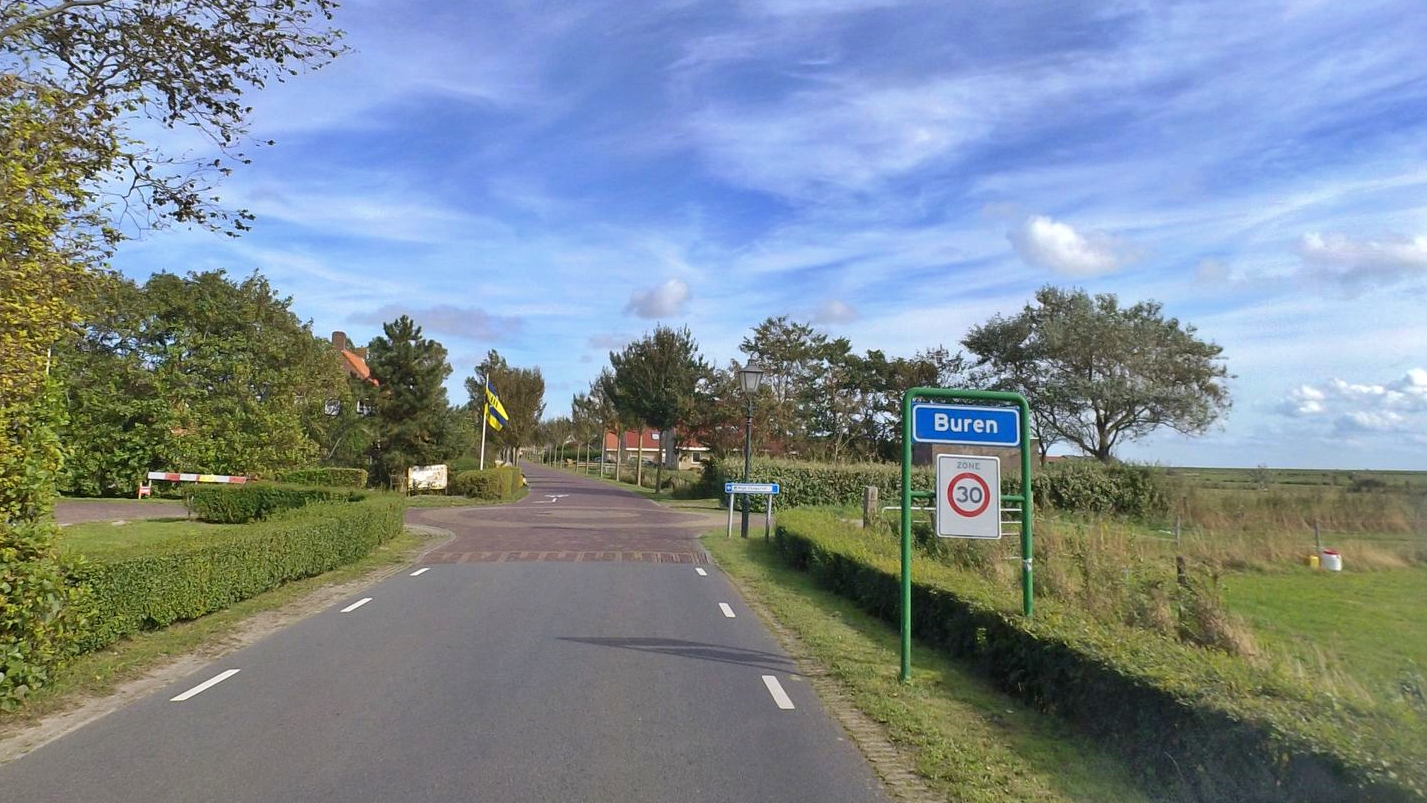
Buren, Ameland

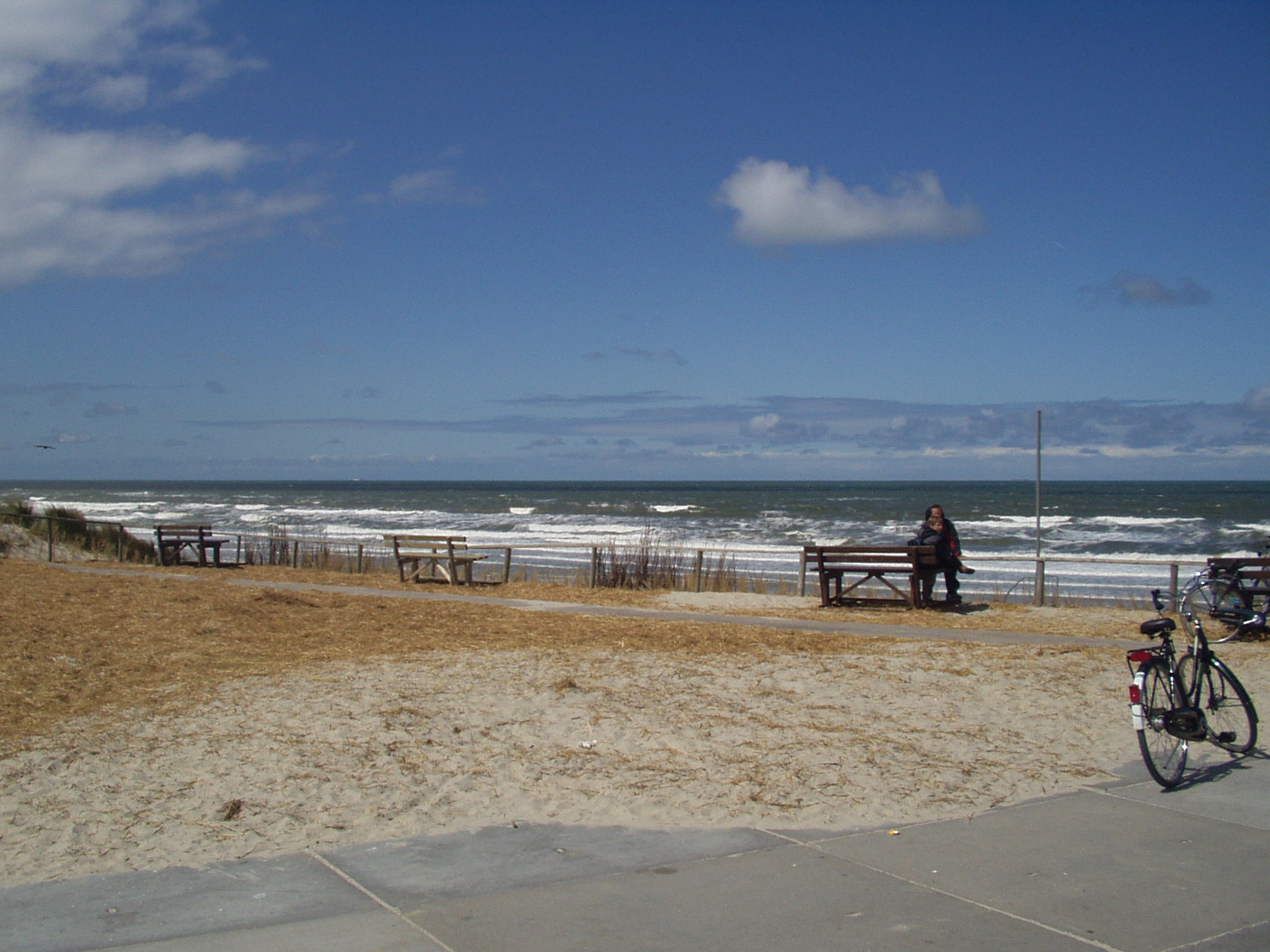
Strand bei Buren

Buren (anhörenⓘ), früher Nes in de Buyren, ist eine niederländische Ortschaft auf der westfriesischen Insel Ameland. Buren ist das östlichste Dorf der Insel und hat 760 Einwohner (Stand: 1. Januar 2024).

## Wirtschaft
Früher waren die Einwohner hauptsächlich Landwirte und teilweise auch Strandräuber, heute ist der Ort im Sommer geprägt durch die vielen Feriengäste, die in umgebauten Bauernhöfen und Ferienhäusern Unterkunft finden.
Im Dorfzentrum findet man einige Imbissbuden, eine Eisdiele und kleinere Souvenirläden.

## Sehenswertes
- Kooiplaats mit der Nassau-Entenkoje östlich von Buren. Amalia von Anhalt-Dessau, Prinzessin von Nassau und Freifrau von Ameland, ließ die Entenkoje 1705, ein Jahr, nachdem sie Ameland angekauft hatte, bauen. Es wurden bis zu 1000 Enten gefangen; der Ertrag war für ihren Sohn Johan Willem Friso bestimmt. Bis 1930 war diese Entenkoje und das dazugehörige Kooikershuis im Besitz des Hauses Oranien-Nassau
- Marktplatzstatue der Ritskemooi, einer legendären Strandräuberin
- Museum „Swartwoude“ über Landwirtschaft und Strandräuberei in einem Bauernhof mit vielen Tieren
- Seehundstatue mit Heuler, Ecke Mr. Oudweg/Passduin.

## Bevölkerungsentwicklung
| 1848 | 1913 | 1954 | 1959 | 1964 | 1969 | 1973 |
| ---- | ---- | ---- | ---- | ---- | ---- | ---- |
| 147  | 286  | 363  | 361  | 406  | 451  | 470  |
| 1999 | 2002 | 2003 | 2004 | 2012 | 2017 |      |
| 679  | 663  | 672  | 670  | 695  | 715  |      |